# Batunyala
Batunyala is een bestuurslaag in het regentschap Centraal-Lombok van de provincie West-Nusa Tenggara, Indonesië. Batunyala telt 6733 inwoners (volkstelling 2010).